# Gary Harris
Gary Harris (Fishers, 14 settembre 1994) è un cestista statunitense, professionista nella NBA con i Milwaukee Bucks.

## Carriera
Dopo due stagioni in NCAA con i Michigan State Spartans (di cui l'ultima chiusa con quasi 17 punti di media), viene scelto alla diciannovesima chiamata del Draft 2014 dai Chicago Bulls; nello stesso giorno viene ceduto ai Denver Nuggets assieme a Jusuf Nurkić in cambio di Anthony Randolph e Doug McDermott.

## Statistiche

### NCAA
| Anno      | Squadra      | PG | PT | MP   | TC%  | 3P%  | TL%  | RP  | AP  | PRP | SP  | PP   |
| --------- | ------------ | -- | -- | ---- | ---- | ---- | ---- | --- | --- | --- | --- | ---- |
| 2012-2013 | MSU Spartans | 34 | 33 | 29,7 | 45,6 | 41,1 | 75,5 | 2,5 | 1,4 | 1,3 | 0,2 | 12,9 |
| 2013-2014 | MSU Spartans | 35 | 34 | 32,3 | 42,9 | 35,2 | 81,0 | 4,0 | 2,7 | 1,8 | 0,4 | 16,7 |
| Carriera  | Carriera     | 69 | 67 | 31,0 | 44,0 | 37,6 | 78,8 | 3,3 | 2,0 | 1,6 | 0,3 | 14,9 |

#### Massimi in carriera
- Massimo di punti: 27 vs Michigan (25 gennaio 2014)[2]
- Massimo di rimbalzi: 10 vs McNeese State (8 novembre 2013)
- Massimo di assist: 6 vs McNeese State (8 novembre 2013)
- Massimo di palle rubate: 5 (3 volte)
- Massimo di stoppate: 3 vs Northwestern (14 marzo 2014)
- Massimo di minuti giocati: 42 vs Ohio State (7 gennaio 2014)

### NBA

#### Regular Season
| Anno      | Squadra        | PG  | PT  | MP   | TC%  | 3P%  | TL%  | RP  | AP  | PRP | SP  | PP   |
| --------- | -------------- | --- | --- | ---- | ---- | ---- | ---- | --- | --- | --- | --- | ---- |
| 2014-2015 | Denver Nuggets | 55  | 6   | 13,1 | 30,4 | 20,4 | 74,5 | 1,2 | 0,5 | 0,7 | 0,1 | 3,4  |
| 2015-2016 | Denver Nuggets | 76  | 76  | 32,1 | 46,9 | 35,4 | 82,0 | 2,9 | 1,9 | 1,3 | 0,2 | 12,3 |
| 2016-2017 | Denver Nuggets | 57  | 56  | 31,3 | 50,3 | 42,0 | 77,6 | 3,1 | 2,9 | 1,2 | 0,1 | 14,9 |
| 2017-2018 | Denver Nuggets | 65  | 65  | 34,8 | 48,6 | 39,9 | 82,7 | 2,7 | 3,0 | 1,8 | 0,2 | 17,7 |
| 2018-2019 | Denver Nuggets | 57  | 48  | 28,8 | 42,4 | 33,9 | 79,9 | 2,8 | 2,2 | 1,0 | 0,3 | 12,9 |
| 2019-2020 | Denver Nuggets | 56  | 55  | 31,8 | 42,0 | 33,3 | 81,5 | 2,9 | 2,1 | 1,4 | 0,3 | 10,4 |
| 2020-2021 | Denver Nuggets | 19  | 19  | 30,6 | 44,2 | 32,0 | 73,3 | 2,5 | 1,7 | 0,9 | 0,2 | 9,7  |
| 2020-2021 | Orlando Magic  | 20  | 19  | 24,9 | 36,5 | 36,4 | 87,5 | 1,6 | 2,3 | 0,6 | 0,4 | 10,2 |
| 2021-2022 | Orlando Magic  | 61  | 30  | 28,4 | 43,4 | 38,4 | 87,4 | 2,0 | 1,8 | 1,0 | 0,1 | 11,1 |
| 2022-2023 | Orlando Magic  | 48  | 42  | 24,7 | 45,0 | 43,1 | 90,0 | 2,0 | 1,2 | 0,9 | 0,3 | 8,3  |
| 2023-2024 | Orlando Magic  | 54  | 27  | 24,0 | 44,1 | 37,1 | 75,6 | 1,7 | 1,6 | 0,9 | 0,3 | 6,9  |
| 2024-2025 | Orlando Magic  | 48  | 3   | 14,8 | 38,3 | 35,6 | 58,3 | 1,3 | 0,6 | 0,5 | 0,3 | 3,0  |
| Carriera  | Carriera       | 618 | 446 | 27,0 | 44,6 | 36,9 | 81,0 | 2,3 | 1,8 | 1,1 | 0,2 | 10,4 |

#### Play-off
| Anno     | Squadra        | PG | PT | MP   | TC%  | 3P%  | TL%  | RP  | AP  | PRP | SP  | PP   |
| -------- | -------------- | -- | -- | ---- | ---- | ---- | ---- | --- | --- | --- | --- | ---- |
| 2019     | Denver Nuggets | 14 | 14 | 37,0 | 46,2 | 35,1 | 86,8 | 4,1 | 2,3 | 0,9 | 0,6 | 14,2 |
| 2020     | Denver Nuggets | 14 | 12 | 27,1 | 37,8 | 36,5 | 77,3 | 2,0 | 1,7 | 1,1 | 0,3 | 7,4  |
| 2024     | Orlando Magic  | 6  | 6  | 26,5 | 28,6 | 31,8 | 100  | 2,0 | 0,7 | 1,2 | 0,5 | 4,2  |
| 2025     | Orlando Magic  | 5  | 0  | 16,6 | 37,5 | 16,7 | -    | 1,0 | 0,6 | 0,6 | 0,2 | 1,4  |
| Carriera | Carriera       | 39 | 32 | 29,2 | 41,5 | 34,3 | 83,9 | 2,6 | 1,6 | 1,0 | 0,4 | 8,6  |

#### Massimi in carriera
- Massimo di punti: 36 (2 volte)[3]
- Massimo di rimbalzi: 8 (3 volte)
- Massimo di assist: 9 (2 volte)
- Massimo di palle rubate: 6 vs Brooklyn Nets (7 novembre 2017)
- Massimo di stoppate: 2 (18 volte)
- Massimo di minuti giocati: 50 vs Portland Trail Blazers (3 maggio 2019)

## Palmarès
- McDonald's All-American Game (2012)